# Giuseppe Paratore
Giuseppe Paratore (ur. 31 maja 1876 w Palermo, zm. 26 lutego 1967 w Rzymie) – włoski prawnik i polityk, w latach 1952–1953 przewodniczący Senatu, senator dożywotni.

## Życiorys
Kształcił się w zakresie ekonomii. Między 1909 i 1929 aktywnie uczestniczył w życiu publicznym jako parlamentarzysta, a także minister ds. poczt i telegrafów, a następnie minister skarbu. Kontynuując pracę naukową, specjalizował się w zagadnieniach finansowych, publikował prace poświęcone polityce pieniężnej i gospodarce, m.in. La responsabilità dell'armatore (1914), Note di politica monetaria (1925), La politica del denaro (1930). Pod koniec lat 20. wycofał się z życia publicznego.
W 1946 został posłem do powołanej po II wojnie światowej konstytuanty (Assemblea Costituente della Repubblica Italiana), która działała do 1948. Następne pięć lat zasiadał w Senacie I kadencji (od 1952 do 1953 jako jego przewodniczący). 9 listopada 1957 prezydent Giovanni Gronchi w uznaniu zasług powierzył mu godność dożywotniego senatora. Giuseppe Paratore zasiadał w Senacie II, III i IV kadencji do czasu swojej śmierci.